# Andrea Barber
Andrea Laura Barber (ur. 3 lipca 1976 w Los Angeles) – amerykańska aktorka. Wystąpiła w roli Kimmy Gibbler w sitcomie ABC Pełna chata.

## Wybrana filmografia

### Seriale TV
- 1982-1986: Dni naszego życia (Days of Our Lives) jako Carrie Brady
- 1986: Disneyland: The Leftovers jako Zoey
- 1987-1995: Pełna chata (Full House) jako Kimmy Gibbler
- 1990: Dzieciaki, kłopoty i my (Growing Pains) jako Rhonda Green
- 2016-2019: Pełniejsza chata (Fuller House) jako Kimmy Gibbler

### Filmy
- 1985: Czy pamiętasz miłość? (Do You Remember Love, TV) jako Jennifer
- 1992: Jedziemy do babci (To Grandmother's House We Go, TV) jako widz drugi
- 1995: Król deskorolki (The Skateboard Kid 2) jako Tilly Curtis
- 2012: It's F*Ckin' Late with Dave Coulier (film krótkometrażowy) jako Kimmy Gibbler